# Château de Varax
Le château de Varax est un ancien château fort, des XIVe – XVe siècle, ruiné à la fin du XVIe siècle et remanié depuis, qui se dresse sur la commune de Saint-Paul-de-Varax dans le département de l'Ain, en région Auvergne-Rhône-Alpes. Attenant au château, il subsiste une motte castrale accompagné d'une basse-cour du milieu du XIIIe siècle. Il est le centre de la seigneurie de Varax, érigée ensuite en comté.
Le château fait l’objet d’une inscription partielle au titre des monuments historiques par arrêté du 29 septembre 1981. Seuls les façades et toitures du château, à l'exception de la façade ouest du bâtiment comportant quatre ouvertures modernes, et les communs sont inscrits.

## Situation
Le château de Varax est situé dans le département français de l'Ain sur la commune de Saint-Paul-de-Varax au milieu des étangs de la Dombes, à 1 kilomètre au nord-est du village actuel.

## Histoire

### Origines
Le site de Varax a dû être occupé très tôt, comme semblent l'indiquer les diverses trouvailles archéologiques datant de l'époque gallo-romaine faites au XIXe siècle à proximité, le long de l'ancienne route nationale. Dès le XIIe siècle il est fait mention d'un village et d'une église placée sous le vocable de saint Paul et dépendant du chapitre de Saint-Paul de Lyon.
La seigneurie en toute justice et avec château fort de Varax relevait anciennement des sires de Bâgé. Dans la première moitié du XIIIe siècle elle est la possession d'Hugues d'Anthon et d'Étienne, son fils, sous la suzeraineté des comtes de Savoie.

### Château savoyard
En 1243, le comte de Savoie Amédée remet la seigneurie, en augmentation de fief, à Étienne, seigneur de Thoire-Villars.
En 1332, le château est pris d'assaut par les Savoyards dans la guerre qui oppose ces derniers aux dauphins de Viennois. En 1369, il est fait de nouveau aveu au comte de Savoie pour la seigneurie de Varax et de Romans. Le site est en 1393 mentionné sous la forme : castrum et villa de Varas.

### Famille de Varax
La seigneurie passe ensuite à une famille qui en porte le nom du château, « de Varax ». Le représentant connu le plus ancien est Ulrich, chevalier et seigneur de Romans, vivant dans les années 1250-1272,. En 1272, il rend hommage au comte de Savoie Philippe Ier pour les villages de Saint-Paul-de-Varax et de Romans. En 1285, il est fait mention d'un feodum de Varas.
Les premiers degrés de la filiation sont donnés par Guichenon :
- Ulrich, chevalier, seigneur de Varax et de Romans.
  - Girard, dit la Guêpe, chevalier, seigneur de Varax
    - Guillaume († v. 1339), seigneur de Varax, Romans, Marcilly/Marcillia en Bresse chalonnaise (Marcillat à La Chapelle-Thècle, et/ou Marcilly à Bruailles ?) et Longmont (Lomont ?), ∞ Sibylle de La Palud, fille d'Amé Ier de La Palu de Varembon, dont :
      - Henri Ier († ap. 1378), [frère aîné de Jean de Varax : souche des seigneurs de Longmont, du Châtelet-en-Bresse et de Marcillia, puis de Rosay ; et d'Edouard de Varax, seigneur de Romans, sans alliance] ; fidèle des comtes de Savoie Amédée VI et du Amédée VII. Henri Ier épouse en 2e noces Jeanne de Chandée, fille d'Hugonin de Chandée et Béatrix de Grolée, et veuve de Jean de La Palu le Jeune, sgr. de Richemont. De sa première union :
        - Henri II († v. 1422), seigneur de Varax, Richemont, La Poype en Bresse ou de Sandrans ; [frère aîné d'Humbert, chanoine-comte de Lyon ; et d'Etienne de Varax : souche des seigneurs de Romans et Saint-André-du-Bouchoux], fidèle des comtes de Savoie. ∞ Sybille de La Palud, dame de Richemont. dont :
          - Gaspard Ier († v. 1462) [frère d'Emare de Varax ∞ Louis d'Estrées, sgr. de Baneins et Saint-Etienne-du-Bois ; de Marguerite, ∞ Guichard de Marcieux ; d'André, trésorier de La Cluse ; et de Catherine, ∞ Jean du Saix, sgr. de Rivoire et de Baneins]. Il reçoit du duc Louis les seigneuries de Saint-Sorlin, Lanieu et Vaux-en-Bugey, érigées en marquisat de Saint-Sorlin en 1460. ∞ Isabelle de Cusance († v. 1475), fille de Jean de Cusance et Beauvoir et de Jeanne de Beaujeu-Coligny-le-Neuf, dont :
            - enfants cadets : Jaquemette/Agnès, ∞ Jean de Toraise de Torpes, d'où Claudine de Thoraise, ∞ Quentin de La Baume du Mont-St-Sorlin, chambellan du Téméraire, † sans postérité à Grandson (1476) ; Jeanne/Janette de Varax, héritière de Coligny-le-Neuf, ∞ François Ier de Menthon de Duesme : d'où Georges de Menthon-Coligny qui épouse (en 1479 ?) Anne de Coligny, fille de Jean III de Coligny-le-Vieux, d'Andelot et de Châtillon ; Jean, chevalier de St-Jean-de Jérusalem, commandeur de la Musse, dont le trop grand crédit auprès de la duchesse de Savoie, Anne de Lusignan, lui attira les foudres de Philippe de Bresse, et sa mise à mort ; Deux enfants naturels de Gaspard Ier : autre Jean de Varax († 1505), abbé de la Cluse en 1461-1503, prieur de Villemoutier en Bresse (Villemotier ?), évêque de Belley en ~1467-1505 ; et Léonarde, dame de Torpes en Comté ; et leur frère aîné :
            - Gaspard II, 1er comte de Varax en février 1460 par la grâce du duc Louis. ∞ (1439) Catherine, fille de Jean de Seyssel et Marguerite de La Chambre, d'où :
              - Gilberte, 1re ∞ (1462) Hugues de la Palu(d).

  - frère, Hugues, prieur de Tarnay.

La famille de Varax conserve la seigneurie jusqu'à Gaspard II de Varax, qui en obtient l'érection en comté, avec Richemont et la Poype en Bresse. Au XVIIIe siècle, le comté de Varax correspond aux paroisses de Saint-Paul-de-Varax et de Saint-Nizier-le-Désert. Il y a justice ordinaire et justice d'appel. Le comte prétend que cette dernière ressortis nument au Parlement de Dijon, les officiers du bailliage de Bourg soutenaient, au contraire, qu'elle était de leur ressort, même au second chef de l'édit. La contestation qui était encore pendante, vers le milieu du XVIIIe siècle, fut tranchée en faveur du bailliage, à la veille de la Révolution, par le duc de Savoie Louis Ier, le 26 février 1460, et dont la fille Gilberte de Varax la porte en mariage, le 24 septembre 1462, à Hugues de la Palu(d), chevalier.

### Retour dans le domaine comtal et famille de la Palud
En 1463, le château est saisi par le comte de Savoie lors d'un conflit entre Bresse et Dombes.
Hugues de la Palu(d) devient comte de Varax, conseiller et chambellan du duc Philippe de Bourgogne. Vers 1494, Charles VIII le fait lieutenant général en Dauphiné. Le duc Philippe Sans Terre le nomme maréchal de Savoie, vers 1492. Barbe et Françoise de La Palud, filles d'Hugues et Gilberte, étant mortes sans alliance, la succession de Varax, Richemont et Cusance passe :
- à leur demi-frère Jean-Philibert de La Palud († 1527 ; fils d'Hugues de La Palud et de sa 2e épouse, Antoinette, fille du vicomte Armand XIII Guillaume de Polignac), aussi héritier en 1517 de Varambon, Villersexel (Faucogney), Maîche et La Roche-St-Hippolyte ;
- puis en 1527 à son arrière-cousin Jean III de La Palu de Jarnosse († 1544 ; ses deux filles — Marie de La Palu, x René de Challant ; et Françoise de La Palu, x Ferdinand de Lannoy, duc de Bojano  — † sans postérité avant leur mère Claudine de Rye, qui suit, déclarée seule héritière) ;

Enfin il passe aux neveux héritiers de la femme dudit Jean de La Palu-Jarnosse, Claudine/Claude de Rye († 1593 ; créée marquise de Varambon par lettres du duc Emmanuel-Philibert datées du 9 mars 1576 et vérifiées en la Chambre des Comptes de Chambéry et au Sénat les 15 et 30 août 1576, son marquisat contenant le comté de Varax, dont Richemont et la Poype, plus Le Plantey, Châtillon-la-Palud, Bouligneux, Tossia, St-Mauris, Martigna, et bien sûr Varembon) : les Rye-La Palu(d)).
Le château est saccagé et démantelé en 1593 par les troupes de Biron, et décrit comme étant en ruines en 1650.

### Domaine royal de France et familles seigneuriales
Louis XIII confisque la terre de Varax sur François de Rye-La Palud, trop endetté, et la donne à Gaspard de la Croix, comte de Castries, qui la remet cependant à la veuve dudit François de Rye, Christine-Claire de Haraucourt, le 4 mai 1641. En juin 1655, Pierre Perrachon, conseiller du roi, acquiert Varax, Châtillon-la Palud, St-Maurice et Tossiat sur Ferdinand de La Baume, comte de Montrevel, : ce dernier les avait obtenus entre 1641 et 1651 du jeune Ferdinand-François-Just de Rye-La Palud (1637-1657 ; fils héritier du couple François et Christine-Claire de Rye, et 1er époux en 1655 d'Henriette de Cusance, la sœur de Béatrice) ou plutôt de sa mère et tutrice, ladite Christine-Claire de Haraucourt ; de plus Pierre Perrachon achète le 3 juin 1655 Varambon et Richemont en Bresse directement audit Ferdinand-Just de Rye-La Palud ; il acquit de surcroît le marquisat de Treffort avec Pont-d'Ain, par son mariage avec Marie d'Urre d'Aiguebonne.
Plus tard, les filles de Pierre Perrachon, Marie-Thérèse et Marie-Anne Perrachon, aliéneront Varax, le 20 février 1720, à Étienne de Rivérieulx, écuyer, seigneur de Marcilly-d'Azergues et de Civrieux-d'Azergues. La terre de Varax est donc achetée par Étienne de Rivérieulx, recteur des Hôpitaux de Lyon, qui devient ainsi seigneur du comté de Varax.
Son petit-fils, Jean-Claude de Rivérieulx de Varax, ancien officier de cavalerie au régiment d'Escure, fils de Hugues de Rivérieulx de Varax (ancien prévôt des marchands de la ville de Lyon et président en la cour des Monnaies), en reprend le fief le 18 mai 1772. Il fut le dernier seigneur du comté de Varax. À la Révolution, ses biens furent pillés et il fut décapité (ou fusillé sur le peloton d'exécution) le 5 janvier 1794 sur la place des Terreaux à Lyon pour appartenir à la noblesse et avoir soutenu financièrement l'armée régulière du Roi. Il avait 9 enfants.

## Description
Une première fortification de terre, accompagnée d'une basse-cour, est implanté dès le milieu du XIIIe siècle au milieu des étangs de la Dombes sur un tertre artificiel.
Attenante au château de Varax, la motte dont la base est de plan circulaire mesure 38 mètres de diamètre et son sommet de forme ovale 13 × 15 mètres, pour une hauteur de 5,50 mètres. Il est probable qu'un fossé devait l'entourer comme le laissent penser des zones très humides dans les prés aux alentours.
Cette première fortification fut remplacée par le château actuel, dressé à l'emplacement de l'ancienne basse-cour attenante au tertre. Construit en briques, il comptait alors cinq grosses tours reliées par des courtines et défendues par des fossés.
En 1595, le site est décrit dans un inventaire : « Le château et la maison forte de Varax, avec pont-levis, fossés, cinq grosses tours, le colombier et la grange, ruinés. Un bourg joignant le château avait quarante maisons qui ont été abattues et brûlées; les habitants presque tous morts et ceux qui restent, au nombre de quinze environ, sont pauvres et misérables. ».
Du château originel il ne subsiste que deux ailes disposées en équerre sur les côtés d'une cour. Il fut profondément remanié au cours des siècles notamment après les destructions subies à la fin du XVIe siècle et au XVIIIe siècle. Les parties les plus anciennes, aujourd'hui au nord, sont les deux tours quadrangulaires défendant une poterne, précédées d'un pont-levis, et qui semblent remonter au XIVe siècle.
L'enceinte de l'ancien bourg castral de Saint-Paul-de-Varax, attenant au château et mentionné au milieu du XIIIe siècle, a repris le tracé de l'ancienne basse-cour. Son mur est encore suggéré dans les bâtiments de ferme élevés au sud du château. Disposés sur un alignement semi-circulaire, ils comportent en élévation des vestiges d'éléments défensifs.